# San Francisco del Chañar
San Francisco del Chañar est une ville de la province de Córdoba, en Argentine, et le chef-lieu du département de Sobremonte. Elle est située à 179 km (207 km par la route nationale 9) au nord de la capitale provinciale, Córdoba. Sa population s'élevait à 2 067 habitants en 2001.

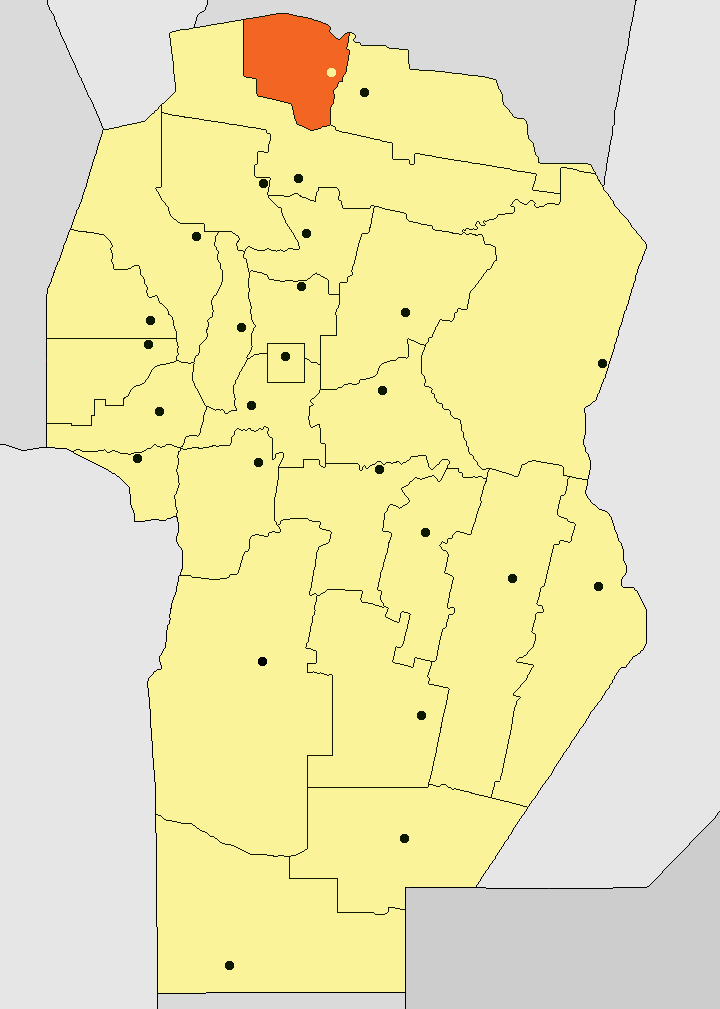
Localisation de la ville dans la province